# 천용택
천용택(千容宅, 1937년 8월 28일 ~ )은 대한민국의 군인이자 정치인이다. 제15·16대 국회의원을 지내고, 제34대 국방부 장관, 제23대 국가정보원 원장을 역임했다.

## 경력
- 1985년 ~ 1986년: 육군 제12사단장
- 1989년 ~ 1991년: 육군 제2군단장
- 1991년 ~ 1993년: 합동참모본부 전략기획본부장
- 1993년 ~ 1994년: 제11대 국가안전보장회의 상근위원, 비상기획위원회 위원장
- 1996년 ~ 1998년: 제15대 국회의원
- 1998년 ~ 1999년: 제34대 국방부 장관
- 1998년: 제2의건국범국민추진위원회 위원
- 1999년 ~ 1999년: 제23대 국가정보원 원장
- 2000년 ~ 2004년: 제16대 국회의원

## 수상
- 1973년 인헌무공훈장
- 1976년 보국훈장삼일장
- 1989년 국선장
- 1995년 청조근정훈장

## 역대 선거 결과
|  | 25.3% |

|  | 76.93% |

## 같이 보기
- 대한민국 제15대 국회의원 선거 새정치국민회의 후보 목록#전국구
- 강진군·완도군
- 강진군의 국회의원
- 완도군의 국회의원
- 대한민국의 국방부 장관
- 대한민국의 국가정보원장